# Babia (Polonia)
Babia [ˈbabja] es un pueblo en el distrito administrativo de Gmina Rzgów, dentro del condado de Konin, Voivodato de Gran Polonia, en el centro-oeste de Polonia.Se encuentra aproximadamente 13 kilómetros (8 mi) al oeste de Konin y 85 km (53 mi) al este de la capital regional, Poznań.